# Palacio de Campo Real
El palacio de Campo Real o palacio de Benavente es un palacio situado en el casco histórico de Jerez de la Frontera, (Andalucía, España). De origen medieval, su fachada es neoclásica.

## Historia
Según la tradición, cuando la ciudad fue conquistada por Alfonso X El Sabio, este le otorgó el solar del actual palacio a un caballero noble de la ciudad que le había ayudado en la conquista. Las familias nobles se fueron cruzando con otras familias nobles de la ciudad, como los Benavente y Cabeza de Vaca en el siglo XVI.
El origen del edificio, según la lápida expuesta en el portal de la residencia, data de 1545, mandado construir por Pedro Benavente Cabeza de Vaca y Carvajal sobre una construcción islámica. En su interior aloja la bodega más antigua de Jerez.
Los herederos del inmueble fueron los Marqueses de Campo Real.

## Descripción

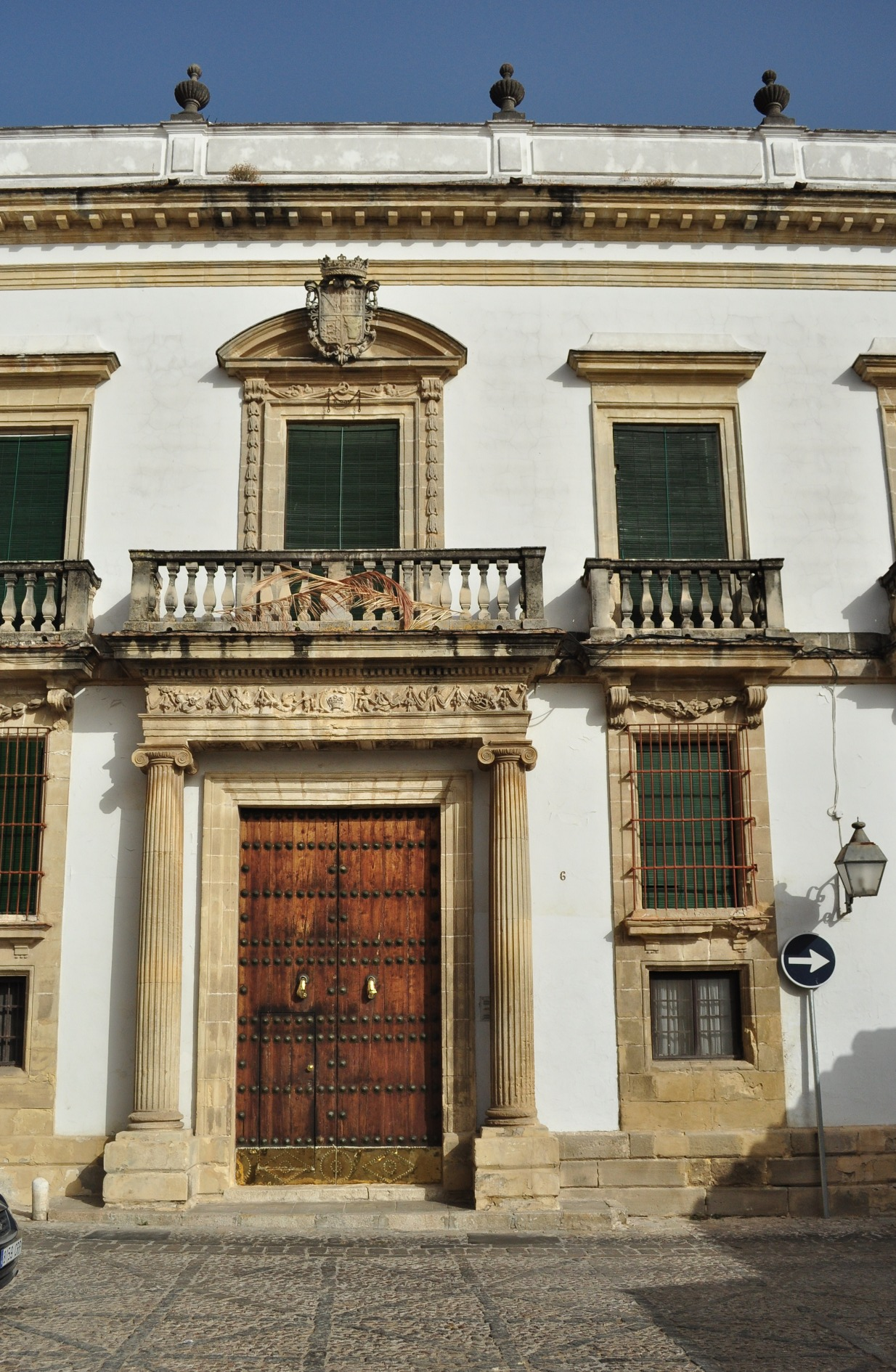
Detalle de la fachada

La actual fachada, de estilo renacimiento-neoclásico, fue construida en 1785 por José Vargas y Sánchez. Se compone de dos plantas. La puerta principal está flanqueada con dos columnas jónicas y sobre ella, un balcón enmarcado bajo un arco.
El patio es de planta rectangular de cuatro lados y armónico, está decorada con motivos vegetales y heráldicos. Uno de los medallones representa el matrimonio de Pedro Banavente y Beatriz Bernalte.

## Actualmente
Históricamente, el palacio ha acogido antiguos grandes bailes de gala, fiestas benéficas y conciertos de música clásica.
Actualmente es propiedad de Manuel Alfonso de Domecq-Zurita, Vizconde de Almocadén, miembro de la Real Academia de Ciencias, Artes y Letras San Dionisio de Jerez.